# Xanthoparmelia micromaculata
Xanthoparmelia micromaculata är en lavart som beskrevs av Elix. Xanthoparmelia micromaculata ingår i släktet Xanthoparmelia och familjen Parmeliaceae.   Inga underarter finns listade i Catalogue of Life.